# 鴻源案
鴻源案是1981年至1990年由鴻源機構衍生的非法集資及詐騙案件，是台灣經濟史上最大型的集團型經濟犯罪。

## 事件經過
1981年，沈長聲、劉鐵球、於勇明等人以投資公司名義成立鴻源投資，實為老鼠會，藉由提供誘人的高利率，非法吸集民間游資近新台幣1,000億元；結果鴻源機構在1990年突然倒閉，留下債權人16萬人與負債新台幣900餘億元的殘局，一時間造成台灣金融體系動盪不安。鴻源機構旗下的鴻源籃球隊隨著鴻源機構迅速解體。
鴻源機構是台灣第一家以「四分利」（每月利息4%）高利貸與老鼠會形式吸收民間游資的投資公司，當時台灣的合法投資產品不多，鴻源機構很快就成為社會大眾眼中的「金雞母」，投資人以中華民國國軍退休（伍）軍公教人員居多。1989年6月30日，立法院修正《銀行法》，中華民國法務部開始強力查緝地下投資公司。鴻源機構在連續三星期內發生四次擠兌風暴，短短兩星期內鴻源機構就支付新台幣200億元現金。1989年11月，劉鐵球因腦溢血病逝，鴻源機構營運開始走下坡。
鴻源機構首腦沈長聲後來判處有期徒刑7年、併科罰金新台幣300萬元，於勇明則被判處有期徒刑5年6個月，1994年沈長聲與於勇明就假釋出獄。由於沈長聲在案發前便已脫產，再加上被宣告破產的沈長聲在出獄後竟還能過著奢華生活，坊間認為沈長聲很可能隱匿了龐大的資產、以脫產的手段擺脫法律責任。武俠小說作家臥龍生也是鴻源案受害者，淪落到只能租屋居住。
1987年，鴻源機構接手環亞百貨，將之易名為鴻源百貨。1987年10月26日，鴻源百貨開幕。
1988年，藝人施思與鴻源機構負責人沈長聲結婚，婚後不久鴻源案爆發；施思不堪輿論壓力而避走他鄉26年，1992年與沈長聲離婚。2015年8月27日，施思隱身26年後首度接受《聯合報》專訪，以業力、孽緣形容這段婚姻，並說離婚後未與沈長聲見面、也未拿沈長聲半分錢。
1988年11月20日，鴻源機構租借臺北市中華體育館舉辦四周年慶「團結大會」，鴻源機構工作人員於館內施放沖天炮，館方保全員上前阻止卻遭鴻源機構工作人員阻攔，炮火射進館頂防水層引發大火，館頂被燒毀。1990年，曾經承諾會將中華體育館拆除重建的鴻源機構倒閉，中華體育館重建工程停止。最後中華體育館被全部拆除。
1989年9月30日，鴻源機構租借彰化縣立體育場體育館舉辦「團結大會」，沈長聲進場時被兩列人牆大喊「沈董好」，司儀以哽咽的語調朗讀文章〈那支捨不得吃的雞腿〉把投資人的致富歸功於「沈董的賜福」，成為鴻源案的經典事件之一。
1990年1月9日，鴻源機構突然倒閉，把利息降低至1.4%，但同年4月正式結業。超過16萬人賠光積蓄，涉及總金額多達新台幣940多億元（約28.8億美金），處理資產卻只拿回新台幣40億元（約1.2億美金），所以每人分到的賠償非常少。
1990年12月18日，沈長聲受審，但僅被判處有期徒刑7年（4年後假釋）併科罰金新台幣300萬元。往後26年，鴻源案輾轉經過10位法官。臺灣臺北地方法院民事庭法官鄭麗燕把鴻源機構餘下不動產拍賣再分還債主，但因為原債主年事已高、相繼去世，加上劉鐵球已故，即使於勇明在2000年再次被逮捕，2010年代於勇明去世，令賠款手續更複雜。
2022年2月15日，沈長聲在福建廈門市夏商怡翔酒店客房浴室內猝逝。

## 出版書籍
| 出版日        | 書名                                               | 作者   | 出版社   | ISBN            |
| 1995年6月25日 | 《鴻源風暴檔案：79年台灣地下吸金怪獸鴻源的生與死》 | 張孟起 | 時報文化 | ISBN 9571317195 |